# Sabine Röther-Kirschke
Sabine Röther-Kirschke (* 17. Juni 1957 in Rostock als Sabine Röther) ist eine ehemalige deutsche Handballspielerin.
Die 1,87 Meter große und 80 Kilogramm schwere Sabine Röther spielte für den SC Empor Rostock.
Mit der DDR-Auswahl gewann sie bei den Olympischen Spielen 1980 in Moskau Bronze. 1978 wurde sie mit dieser Mannschaft Weltmeisterin; auch bei der Weltmeisterschaft 1982 stand sie im Aufgebot der DDR. 1979 wurde sie mit dem Vaterländischen Verdienstorden in Bronze ausgezeichnet.
In 132 Länderspielen warf sie 441 Tore.